# Callitula anguloclypea
Callitula anguloclypea är en stekelart som beskrevs av Sureshan 2002. Callitula anguloclypea ingår i släktet Callitula och familjen puppglanssteklar. Inga underarter finns listade.